# Sans l'ombre d'un péché
Pour plus de détails, voir Fiche technique et Distribution.
Sans l'ombre d'un péché (Sem Sombra de Pecado) est un film dramatique portugais réalisé par José Fonseca e Costa et sorti en 1983.
Il s'agit d'une adaptation de la nouvelle E aos Costumes Disse Nada de David Mourão-Ferreira, tiré de son recueil Gaivotas em Terra (1959). Le titre du film est emprunté à une strophe du fado O que sobrou de um queixume du compositeur Frederico de Brito. La chanson apparaît à plusieurs reprises dans le film et est également interprétée de manière proéminente par Carlos do Carmo dans une scène de boîte de nuit.

## Synopsis
Dans la capitale mondaine du Portugal neutre en 1943, en pleine Seconde Guerre mondiale, le grand bourgeois Henrique Andrade, élève officier, mène une vie insouciante. Protégé par son statut social et son environnement personnel, il évolue en toute sécurité dans une société autoritaire et dominée par l'image patriarcale de la famille, marquée par un calme tendu. Les cercles élevés de Henrique conservent en apparence l'apparence d'une fidélité convaincue au dictateur Salazar, mais sont souvent sceptiques vis-à-vis du régime à l'intérieur. De plus, depuis la défaite de l'Allemagne nazie à la bataille de Stalingrad, ils sont déstabilisés par la proximité idéologique du régime de l'Estado Novo avec les puissances fascistes de l'Axe jusqu'à présent et par son rapprochement croissant avec les Alliés dans le même temps.
Lors de ses services de nuit, Henrique reçoit des appels étranges d'une jeune femme. Il la rencontre et tombe sous le charme de cette beauté mystérieuse, qui se fait appeler tantôt Maria da Luz, tantôt Lucilia, et qui ne cesse de troubler Henrique. Également issue d'un milieu aisé, elle cherche à échapper à la sévérité de son père, tout en continuant à se débattre intérieurement avec la mort violente de son premier amant sous ses yeux quatre ans plus tôt.
Lorsque son père meurt, elle demande à Henrique de la rejoindre en toute hâte. Alors que le cortège funèbre est encore dans la maison, elle porte leur liaison à son paroxysme. Mais le supérieur d'Henrique entre alors dans la maison et l'y rencontre. Ce n'est qu'à ce moment-là qu'Henrique voit son père pour la première fois, étendu comme un cadavre dans la chambre funéraire. Henrique se rend compte qu'elle ne voulait que se venger de son destin militaire et quitte la maison. Sa prise de conscience se renforce lorsque Henrique observe, lors d'un service de nuit, comment un nouvel élève-officier reçoit le même appel inconnu que celui qu'il a reçu auparavant.

## Fiche technique
- Titre français : Sans l'ombre d'un péché[1]
- Titre original portugais : Sem Sombra de Pecado[2],[3]
- Réalisateur : José Fonseca e Costa
- Scénario : José Fonseca e Costa, Mário de Carvalho
- Photographie : Eduardo Serra
- Montage : Pablo del Amo, José Alves Pereirita
- Musique : Frederico de Brito
- Production : Jorge Marecos Duarte
- Sociétés de production : Filmform, Tobis Portuguesa
- Pays de production :  Portugal
- Langues originales : espagnol
- Format : couleurs - 1,66:1 - Son mono - 35 mm
- Durée : 104 minutes
- Genre : drame
- Dates de sortie :
  - Portugal : 11 février 1983
  - France : 1983 (Quinzaine des réalisateurs au Festival de Cannes 1983)[4] ; 31 juillet 1994 (télévision)[1]

## Distribution
- Victoria Abril : Maria da Luz, Lucília
- Saul Santos : cadete
- Armando Cortez : lieutenant Sanches
- João Perry : oncle Miguel
- Mário Viegas : Henrique
- Inês de Medeiros : Rita
- Lia Gama : Adelina